# Grand Hôtel Royal

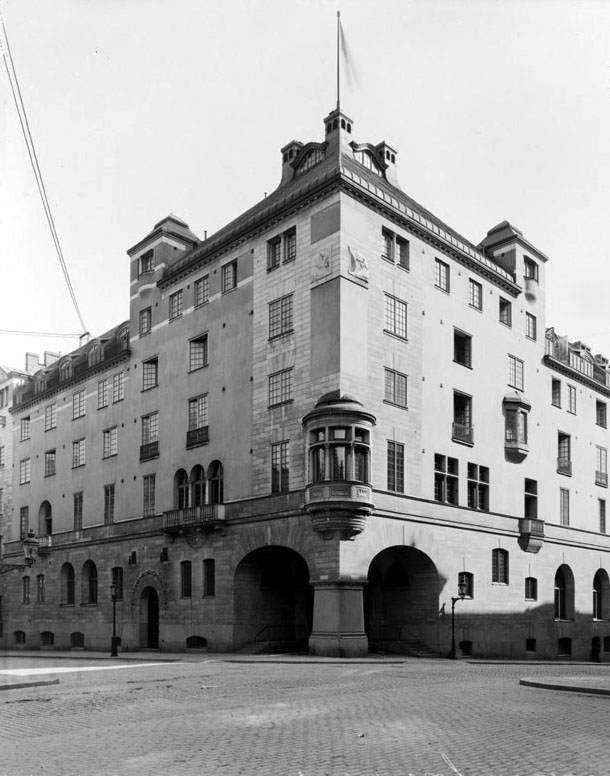
Grand Hôtel Royal, entrén. Foto: Januari 1909.

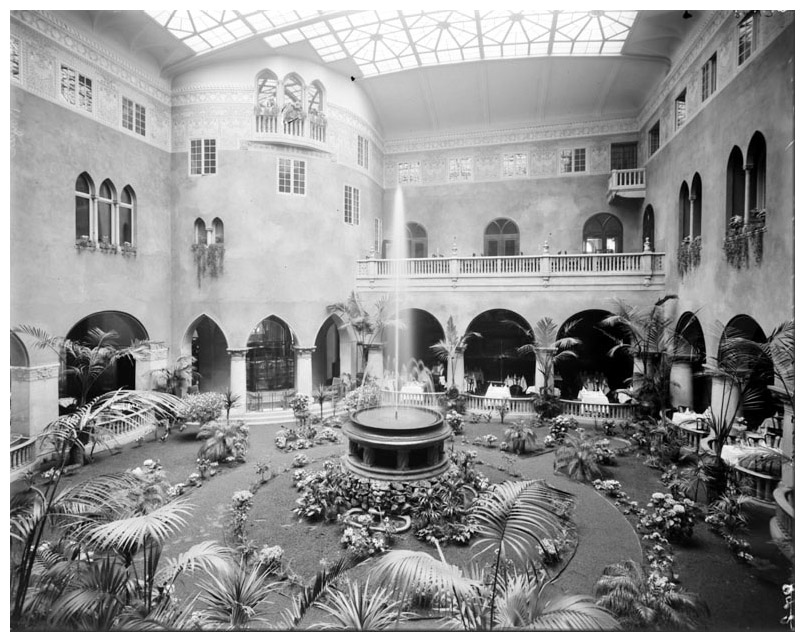
Grand Hôtel Royal, Vinterträdgården. Foto: Januari 1909.

Grand Hôtel Royal är en byggnad på Blasieholmen i Stockholm, uppförd 1905-1909 för Grand Hôtel som ett annex på tomten bakom det ursprungliga hotellet. Royal byggdes till stor del med medel ur prinsessan Sophia Albertinas stiftelse som också stod som byggherre under uppförandet och efter färdigställandet som delägare. Initiativtagare och huvudansvarig ledare för projektet var Wilhelmina Skogh (1849-1926), dåvarande VD:n för Grand Hôtel AB. Namnet "Royal" har sitt ursprung i att byggnaden uppfördes med stöd av och med tanke på även kungahusets behov av exklusiva festlokaler vid större tilldragelser. Royal friköptes helt från Kungahuset av bolaget Grand Hôtel AB under senare delen av 1910. Chefsarkitekt för Royal var Ernst Stenhammar.
Tomten upptogs ursprungligen av ett stort stall för hovets hästar, som Wilhelmina Skogh genom goda kontakter med kungahuset, lyckades få flyttat för att få plats för det nya annexet. Gatunamnen Stallgatan och Hovslagargatan på Blasieholmen vittnar om den tid då hovstallet låg där.

## Vinterträdgården

### Historia
Till Royal hör även Vinterträdgården, utformad av Edvard Bernhard med ursprunglig konstnärlig utsmyckning av Lotten Rönquist med bland annat stora väggmålningar från Drottningholms slott och Visby, med avsikt att påvisa de stora kulturvärden för hotellgästerna som fanns i Sverige och väl värda att besöka för turister. De ursprungliga skisserna till interiören utfördes av Lars Wahlman men Wilhelmina Skogh överlät senare arbetet med Royal helt och hållet till Ernst Stenhammars arkitektkontor där Edvard Bernhard var anställd. Vinterträdgården med 15 meter i takhöjd har idag plats för 800 sittande gäster och är fortfarande en av Grand Hôtels främsta festlokaler. Tidigare användes Vinterträdgården för nobelmiddagen.
En större renovering av Vinterträdgården genomfördes 1923. Den stora vattenfontänen som var placerad mitt i stora salen togs bort, och inköptes då av Paul U. Bergström som placerade den mitt på gårdsplanen framför entrén till sin Villa Paulsro på Lidingö.
Vid invigningen i januari 1909 skrev tidskriften Hvar 8 dag:
"Att man hade förberedt något storartadt, det visste man sedan år tillbaka, men att det skulle anta denna form och dessa dimensioner, det kom med nyhetens hela behag. Man visste att det nya etablissementet skulle framvisa en s.k. "vinterträdgård", och efter utländska mönster hade man tänkt sig några rabatter här och hvar med div. bord under skuggiga palmer. Men de som haft ledningen om hand, i främsta rummet Grand Hôtel energiska direktris, fru Wilhelmina Skogh, och byggnadens skapare, arkitekt Ernst Stenhammar, ha syftat högre och hvad de åstadkommit i smak och komfort öfverflyglar ej allenast hvad man tänkt men äfven hvad utlandet har att bjuda på i den vägen".